# Білоруська екстраліга
Білоруська Екстраліга (біл. Экстраліга) — найвищий дивізіон чемпіонату Білорусі з хокею із шайбою, до 2006 року називався Вища ліга. Після розформування Східноєвропейської хокейної ліги (СЄХЛ) в 2004 році розіграш чемпіонату Білорусі є відкритим (окрім сезону 2007—08 та до сезону 2012—13) — окрім білоруських команд в першості брали участь клуби з Латвії та України.

## Регламент
Розіграш чемпіонату Екстраліга проводиться в два етапи. На першому етапі команди грають одна з одною в 4 кола, і визначають переможця регулярного чемпіонату. На другому етапі команди (включаючи іноземні клуби), що посіли перші вісім місць за підсумками регулярного сезону розігрують звання чемпіона Білорусі за системою плей-оф.
В 1/4 фіналу команда, що посіла за підсумком регулярного чемпіонату 1-е місце зустрічається з 8-ю, 2-а — з 7-ю, 3-я — з 6-а, 4-а — з 5-ю. В 1/2 фіналу команда, що посіла на першому етапі найвище місце, зустрічається з командою, що посіла найнижче місце. Команди, що посіли найвищі місця на першому етапі, перші дві гри на усіх стадіях плей-оф проводять вдома, два матчі-відповіді — на виїзді; якщо буде потрібно продовження розіграшу, п'ята гра проводиться вдома, шоста — на виїзді, сьома — вдома. Матчі 1/4 і 1/2 фіналу проводяться до 3-х перемог, фінал — до 4-х перемог однієї з команд, третє місце присуджується команді, що програла в 1/2 фіналу і посіла в регулярному чемпіонаті найвище місце.

## Клуби
Склад учасників сезону 2010—11
| Команда                 | Місто           | Арена                               | Місткість       |                 |
| Поточні команди         | Поточні команди | Поточні команди                     | Поточні команди | Поточні команди |
| ----------------------- | --------------- | ----------------------------------- | --------------- | --------------- |
| ХК «Берестя»            | Берестя         | Берестейський льодовий палац спорту | 2,000           |                 |
| ХК «Вітебськ»           | Вітебськ        | Вітебський льодовий палац спорту    | 1,900           |                 |
| ХК «Гомель»             | Гомель          | Гомельський льодовий палац спорту   | 2,760           |                 |
| ХК «Металург» (Жлобин)  | Жлобин          | Льодовий палац «Металург»           | 2,018           |                 |
| ХК «Металургс» (Лієпая) | Лієпая          | Льодова арена «Лієпая-Металургс»    | 1,700           |                 |
| ХК «Могильов»           | Могильов        | Палац спорту «Могильов»             | 3,048           |                 |
| ХК «Німан»              | Гродно          | Льодовий палац спорту               | 2,550           |                 |
| ХК «Хімік-СКА»          | Новополоцьк     | Палац спорту і культури             | 1,200           |                 |
| ХК «Шахтар»             | Солігорськ      | Льодовий палац спорту               | 1,759           |                 |
| ХК «Юність-Мінськ»      | Мінськ          | Крита ковзанка «Юність-Мінськ»      | 767             |                 |

## Призери
| Сезон     | 1-е місце                  | 2-е місце                  | 3-є місце                    |
| --------- | -------------------------- | -------------------------- | ---------------------------- |
| 1993      | ХК «Тівалі» (Мінськ)       | ХК «Німан» (Гродно)        | ХК «Хімік-СКА» (Новополоцьк) |
| 1994      | ХК «Тівалі» (Мінськ)       | Німан Гродно               | ХК «Хімік-СКА» (Новополоцьк) |
| 1994—1995 | ХК «Тівалі» (Мінськ)       | ХК «Полімір» (Новополоцьк) | ХК «Німан» (Гродно)          |
| 1996      | ХК «Полімір» (Новополоцьк) | ХК «Тівалі» (Мінськ)       | ХК «Німан» (Гродно)          |
| 1997      | ХК «Полімір» (Новополоцьк) | ХК «Тівалі» (Мінськ)       | ХК «Німан» (Гродно)          |
| 1997—1998 | ХК «Німан» (Гродно)        | ХК «Полімір» (Новополоцьк) | ХК «Тівалі» (Мінськ)         |
| 1998—1999 | ХК «Німан» (Гродно)        | Юність Мінськ              | ХК «Полімір» (Новополоцьк)   |
| 1999—2000 | ХК «Тівалі» (Мінськ)       | ХК «Мінськ»                | ХК «Німан» (Гродно)          |
| 2000—2001 | ХК «Німан» (Гродно)        | ХК «Мінськ»                | ХК «Полімір» (Новополоцьк)   |
| 2001—2002 | ХК «Керамін-Мінськ»        | ХК «Хімволокно» (Могильов) | ХК «Німан» (Гродно)          |
| 2002—2003 | ХК «Гомель»                | ХК «Керамін-Мінськ»        | ХК «Хімволокно» (Могильов)   |
| 2003—2004 | ХК «Юність-Мінськ»         | ХК «Керамін-Мінськ»        | ХК «Гомель»                  |
| 2004—2005 | ХК «Юність-Мінськ»         | ХК «Керамін-Мінськ»        | ХК «Хімволокно» (Могильов)   |
| 2005—2006 | ХК «Юність-Мінськ»         | ХК «Динамо» (Мінськ)       | ХК «Рига-2000»               |
| 2006—2007 | ХК «Динамо» (Мінськ)       | ХК «Керамін-Мінськ»        | ХК «Юність-Мінськ»           |
| 2007—2008 | ХК «Керамін-Мінськ»        | ХК «Юність-Мінськ»         | ХК «Динамо» (Мінськ)         |
| 2008—2009 | ХК «Юність-Мінськ»         | ХК «Гомель»                | ХК «Металург» (Жлобин)       |
| 2009—2010 | ХК «Юність-Мінськ»         | ХК «Шахтар» (Солігорськ)   | ХК «Гомель»                  |
| 2010—2011 | ХК «Юність-Мінськ»         | ХК «Німан» (Гродно)        | ХК «Металург» (Жлобин)       |
| 2011—2012 | ХК «Металург» (Жлобин)     | ХК «Німан» (Гродно)        | ХК «Гомель»                  |
| 2012—2013 | ХК «Німан» (Гродно)        | ХК «Металург» (Жлобин)     | ХК «Шахтар» (Солігорськ)     |
| 2013—2014 | ХК «Німан» (Гродно)        | ХК «Юність-Мінськ»         | ХК «Гомель»                  |
| 2014—2015 | ХК «Шахтар» (Солігорськ)   | ХК «Юність-Мінськ»         | ХК «Гомель»                  |
| 2015—2016 | ХК «Юність-Мінськ»         | ХК «Шахтар» (Солігорськ)   | ХК «Гомель»                  |
| 2016—2017 | ХК «Німан» (Гродно)        | ХК «Юність-Мінськ»         | ХК «Гомель»                  |
| 2017—2018 | ХК «Німан» (Гродно)        | ХК «Юність-Мінськ»         | ХК «Шахтар» (Солігорськ)     |
| 2018—2019 | ХК «Юність-Мінськ»         | ХК «Німан» (Гродно)        | ХК «Шахтар» (Солігорськ)     |
| 2019—2020 | ХК «Юність-Мінськ»         | ХК «Шахтар» (Солігорськ)   | ХК «Німан» (Гродно)          |
| 2020—2021 | ХК «Юність-Мінськ»         | ХК «Гомель»                | ХК «Шахтар» (Солігорськ)     |
| 2021—2022 | ХК «Металург» (Жлобин)     | ХК «Юність-Мінськ»         | ХК «Шахтар» (Солігорськ)     |
| 2022—2023 | ХК «Металург» (Жлобин)     | «Німан»                    | ХК «Шахтар» (Солігорськ)     |
| 2023—2024 | ХК «Металург» (Жлобин)     | «Берестя»                  | ХК «Шахтар» (Солігорськ)     |
| 2024—2025 | ХК «Юність-Мінськ»         | «Вітебськ»                 | «Гомель»                     |